# Lista episoadelor din That's So Raven
Următoarea este o listă de episoade din serialul original Disney Channel, That’s So Raven. S-a difuzat din 17 ianuarie 2003 — 10 noiembrie 2007, producând astfel 100 de episoade împărțite pe 4 sezoane.

## Prezentare generală
| Sezonul | Sezonul | Episoade | Episoade | Premiera TV       | Premiera TV        |
| Sezonul | Sezonul | Episoade | Episoade | Prima transmisie  | Ultima transmisie  |
| ------- | ------- | -------- | -------- | ----------------- | ------------------ |
|         | 1       | 21       | 21       | 17 ianuarie 2003  | 5 martie 2004      |
|         | 2       | 22       | 22       | 3 octombrie 2003  | 24 septembrie 2004 |
|         | 3       | 35       | 35       | 1 octombrie 2004  | 16 ianuarie 2006   |
|         | 4       | 22       | 22       | 20 februarie 2006 | 10 noiembrie 2007  |

## Episoade

### Sezonul 1 (2003–04)
| # per total | # per sezon | Titlu original               | Regizat de         | Scris de                                     | Difuzarea originală | Cod de producție | Audiențe în SUA (milioane) |
| ----------- | ----------- | ---------------------------- | ------------------ | -------------------------------------------- | ------------------- | ---------------- | -------------------------- |
| 1           | 1           | Draga mamei                  | Lee Shallat-Chemel | Bob Keyes & Doug Keyes                       | 17 ianuarie 2003    | 102              | 3.6                        |
| 2           | 2           | Petrecăreața                 | Rich Correll       | Dava Savel                                   | 17 ianuarie 2003    | 109              | 3.3                        |
| 3           | 3           | Testul prieteniei            | Rich Correll       | Bob Keyes & Doug Keyes                       | 17 ianuarie 2003    | 107              | 3.5                        |
| 4           | 4           | Trezește-te, Victor          | Ken Ceizler        | Susan Sherman & Edward C. Evans              | 17 ianuarie 2003    | 119              | 3.4                        |
| 5           | 5           | Un peștișor numit Raven      | Fred Savage        | Dava Savel & Carla Banks Waddles             | 24 ianuarie 2003    | 121              | TBA                        |
| 6           | 6           | Mirosul victoriei            | Lee Shallat-Chemel | Laura Perkins-Brittain                       | 31 ianuarie 2003    | 101              | TBA                        |
| 7           | 7           | Cursa electorală             | Sean McNamara      | Beth Seriff & Geoff Tarson                   | 7 februarie 2003    | 114              | TBA                        |
| 8           | 8           | Mediumul Raven               | Sean McNamara      | Michael Feldman & Jeff Abugov                | 21 februarie 2003   | 120              | 2.5                        |
| 9           | 9           | Petrecerile                  | Rich Correll       | Michael Feldman & Jeff Abugov                | 28 februarie 2003   | 116              | 2.4                        |
| 10          | 10          | Întâlnirea                   | Matthew Diamond    | Michael Feldman                              | 28 martie 2003      | 113              | TBA                        |
| 11          | 11          | Verișoara cu bani            | Rich Correll       | Susan Sherman                                | 11 aprilie 2003     | 108              | 2.3                        |
| 12          | 12          | Educă-ți copiii              | Tony Singletary    | Beth Seriff & Geoff Tarson                   | 2 mai 2003          | 111              | 2.1                        |
| 13          | 13          | La limita nebuniei           | Matthew Diamond    | Dava Savel                                   | 30 mai 2003         | 104              | 2.7                        |
| 14          | 14          | Un nume de câine             | Gerren Keith       | Michael Poryes & Susan Sherman               | 20 iunie 2003       | 103              | TBA                        |
| 15          | 15          | Febra de sâmbătă după-amiază | Matthew Diamond    | Chip Keyes                                   | 11 iulie 2003       | 106              | TBA                        |
| 16          | 16          | Lupta de la operă            | David Kendall      | Beth Seriff & Geoff Tarson                   | 8 august 2003       | 118              | TBA                        |
| 17          | 17          | Angajăm medium               | Sean McNamara      | Maria Espada                                 | 22 august 2003      | 117              | TBA                        |
| 18          | 18          | Dacă aș avea un loc de muncă | Rich Correll       | Laura Perkins-Brittain & Carla Banks Waddles | 12 septembrie 2003  | 110              | TBA                        |
| 19          | 19          | Clauza ascunsă               | Matthew Diamond    | Carla Banks Waddles                          | 5 decembrie 2003    | 105              | 4.7                        |
| 20          | 20          | Frica de despărțire          | Rich Correll       | Dava Savel & Carla Banks Waddle              | 19 decembrie 2003   | 115              | TBA                        |
| 21          | 21          | Să vezi și să nu crezi       | Rich Correll       | Carla Banks Waddles                          | 5 martie 2004       | 112              | 4.4                        |

### Sezonul 2 (2003–04)
| # per total | # per sezon | Titlu original         | Regizat de             | Scris de                                                           | Difuzarea originală | Cod de producție | Audiențe în SUA (milioane) |
| ----------- | ----------- | ---------------------- | ---------------------- | ------------------------------------------------------------------ | ------------------- | ---------------- | -------------------------- |
| 22          | 1           | Scăpată de sub control | Gerren Keith           | Sarah Jane Cunningham & Suzie V. Freeman                           | 3 octombrie 2003    | 203              | TBA                        |
| 23          | 2           | Vraja de Halloween     | Rich Correll           | Michael Carrington                                                 | 17 octombrie 2003   | 204              | TBA                        |
| 24          | 3           | Fugi, Raven, fugi!     | Rich Correll           | Marc Warren                                                        | 14 noiembrie 2003   | 202              | TBA                        |
| 25          | 4           | Uniformele             | Sean McNamara          | Edward C. Evans                                                    | 1 ianuarie 2004     | 207              | TBA                        |
| 26          | 5           | Patru sunt prea mulți  | Rich Correll           | Michael Feldman                                                    | 30 ianuarie 2004    | 206              | TBA                        |
| 27          | 6           | Inimi și minți         | Rich Correll           | Michael Feldman                                                    | 6 februarie 2004    | 212              | TBA                        |
| 28          | 7           | Aproape de tocilari    | John Tracy             | Josh Lynn & Danny Warren                                           | 26 martie 2004      | 211              | 2.4                        |
| 29          | 8           | Raven nu are stil!     | Sean McNamara          | Dennis Rinsler                                                     | 9 aprilie 2004      | 201              | TBA                        |
| 30          | 9           | Cu fața albastră       | Sean McNamara          | Maisha Closson                                                     | 16 aprilie 2004     | 208              | TBA                        |
| 31          | 10          | O după-amiază la spa   | Carl Lauten            | Dava Savel                                                         | 21 mai 2004         | 209              | TBA                        |
| 32          | 11          | Așa e diva             | Donna Pescow           | Marc Warren                                                        | 28 mai 2004         | 213              | TBA                        |
| 33          | 12          | Vine mireasa           | Erma Elzy-Jones        | Sarah Jane Cunningham & Suzie V. Freeman                           | 11 iunie 2004       | 216              | TBA                        |
| 34          | 13          | La radio               | Rich Correll           | Dennis Rinsler                                                     | 25 iunie 2004       | 215              | TBA                        |
| 35          | 14          | Despre capre           | Debbie Allen           | Edward C. Evans                                                    | 2 iulie 2004        | 217              | TBA                        |
| 36          | 15          | Are puteri             | John Tracy             | Dava Savel                                                         | 9 iulie 2004        | 205              | TBA                        |
| 37          | 16          | Sconcsul               | Christopher B. Pearman | Sarah Jane Cunningham & Suzie V. Freeman                           | 16 iulie 2004       | 219              | TBA                        |
| 38          | 17          | Jocul întâlnirilor     | Sean McNamara          | Edward C. Evans & Michael Feldman                                  | 23 iulie 2004       | 218              | TBA                        |
| 39          | 18          | Drumul spre audiții    | Debbie Allen           | Beth Seriff & Geoff Tarson                                         | 30 iulie 2004       | 214              | 4.3                        |
| 40          | 19          | Jocul minciunilor      | Rich Correll           | Dennis Rinsler & Marc Warren                                       | 6 august 2004       | 220              | 4.3                        |
| 41          | 20          | Dentistul              | Rondell Sheridan       | Michael Feldman & Dava Savel                                       | 10 septembrie 2004  | 221              | TBA                        |
| 42          | 21          | Petrecerea cu pizza    | John Tracy             | Michael Carrington                                                 | 17 septembrie 2004  | 210              | TBA                        |
| 43          | 22          | Amestecă și agită      | Marc Warren            | Poveste de: Lanny Horn Teleplay de: Sarah Watson & Jason M. Palmer | 24 septembrie 2004  | 222              | TBA                        |

### Sezonul 3 (2004–06)
| # per total | # per sezon | Titlu original                      | Regizat de             | Scris de                                                          | Difuzarea originală | Cod de producție | Audiențe în SUA (milioane) |
| ----------- | ----------- | ----------------------------------- | ---------------------- | ----------------------------------------------------------------- | ------------------- | ---------------- | -------------------------- |
| 44          | 1           | Dragoste de medium                  | Rich Correll           | Marc Warren                                                       | 1 octombrie 2004    | 301              | TBA                        |
| 45          | 2           | Raven o ia razna                    | Marc Warren            | Sarah Jane Cunningham & Suzie V. Freeman                          | 22 octombrie 2004   | 304              | TBA                        |
| 46          | 3           | Oportunitatea bate la ușă           | Rich Correll           | Dava Savel                                                        | 5 noiembrie 2004    | 309              | TBA                        |
| 47          | 4           | La curățătorie                      | Rich Correll           | Michael Feldman                                                   | 19 noiembrie 2004   | 313              | TBA                        |
| 48          | 5           | Reducere maximă                     | Rich Correll           | Dennis Rinsler                                                    | 3 decembrie 2004    | 302              | TBA                        |
| 49          | 6           | O piesă explozivă                   | Sean McNamara          | Dennis Rinsler                                                    | 11 decembrie 2004   | 311              | TBA                        |
| 50          | 7           | Viziuni în doi                      | T'Keyah Crystal Keymáh | Sarah Jane Cunningham & Suzie V. Freeman                          | 17 decembrie 2004   | 318              | TBA                        |
| 51          | 8           | Gimnasta Baxter                     | Rich Correll           | Dava Savel                                                        | 7 ianuarie 2005     | 315              | TBA                        |
| 52          | 9           | Mare scofală                        | Eric Dean Seaton       | Marc Warren                                                       | 28 ianuarie 2005    | 322              | 2.2                        |
| 53          | 10          | Arama pe față                       | Christopher B. Pearman | Michael Carrington                                                | 4 februarie 2005    | 303              | TBA                        |
| 54          | 11          | Îngrijitorii de câini               | KC Lynn De Stefano     | Theresa Akana & Stacee Comage                                     | 11 februarie 2005   | 317              | TBA                        |
| 55          | 12          | Tratament regal                     | Christopher B. Pearman | Sarah Jane Cunningham & Suzie V. Freeman                          | 18 februarie 2005   | 310              | TBA                        |
| 56          | 13          | Artă modernă                        | Gregory Hobson         | Josh Lynn & Danny Warren                                          | 25 februarie 2005   | 308              | TBA                        |
| 57          | 14          | Seara vedetelor                     | Debbie Allen           | Theresa Akana & Stacee Comage                                     | 11 martie 2005      | 306              | TBA                        |
| 58          | 15          | Cum să scapi de adversari           | Rich Correll           | Edward C. Evans                                                   | 8 aprilie 2005      | 319              | TBA                        |
| 59          | 16          | Apărați copacii                     | John Tracy             | Michael Feldman                                                   | 22 aprilie 2005     | 305              | TBA                        |
| 60          | 17          | Muncește mult                       | Eric Dean Seaton       | Edward C. Evans                                                   | 29 aprilie 2005     | 307              | 4.2                        |
| 61          | 18          | Vezi-ți de treaba ta                | Eric Dean Seaton       | Dennis Rinsler                                                    | 13 mai 2005         | 327              | TBA                        |
| 62          | 19          | Baieramul                           | Rich Correll           | Michael Carrington                                                | 6 iunie 2005        | 312              | 5.1                        |
| 63          | 18          | Pețitoarea                          | Fred Savage            | Edward C. Evans                                                   | 7 iunie 2005        | 325              | 4.3                        |
| 64          | 19          | Bucătarul și Raven                  | Rich Correll           | Poveste de : Jim Reynolds Teleplay de : Lanny Horn & Sarah Watson | 8 iunie 2005        | 314              | 5.0                        |
| 65          | 20          | Cele mai bune prietene              | Marc Warren            | Sarah Jane Cunningham & Suzie V. Freeman                          | 9 iunie 2005        | 328              | 4.7                        |
| 66          | 21          | Sub presiune                        | Rich Correll           | Dava Savel                                                        | 10 iunie 2005       | 323              | 4.4                        |
| 67          | 22          | Restaurantul de vizavi              | Sean McNamara          | Michael Feldman                                                   | 8 iulie 2005        | 324              | TBA                        |
| 68          | 23          | Sporturi extreme                    | Rich Correll           | Theresa Akana & Stacee Comage                                     | 8 iulie 2005        | 326              | TBA                        |
| 69          | 24          | Nu acceptăm retururi                | Sean McNamara          | Edward C. Evans                                                   | 23 iulie 2005       | 330              | TBA                        |
| 70–71       | 27–28       | Reuniunea de familie: Părțile 1 & 2 | Sean McNamara          | Dennis Rinsler (Partea 1) Michael Carrington (Partea 2)           | 29 iulie 2005       | 320–321          | 10.8                       |
| 72          | 29          | La dietă                            | Rich Correll           | Marc Warren                                                       | 18 septembrie 2005  | 316              | TBA                        |
| 73          | 30          | Dl. Perfect                         | Rich Correll           | Michael Carrington                                                | 7 octombrie 2005    | 329              | TBA                        |
| 74          | 31          | Printre vedete                      | Rich Correll           | Dennis Rinsler & Marc Warren                                      | 4 noiembrie 2005    | 333              | 3.7                        |
| 75          | 32          | Un cavaler pentru Raven             | Sean McNamara          | Marc Warren                                                       | 25 noiembrie 2005   | 334              | TBA                        |
| 76          | 33          | Cireașa de pe tort                  | Rondell Sheridan       | Theresa Akana & Stacee Comage                                     | 16 decembrie 2005   | 332              | TBA                        |
| 77          | 34          | Viziuni imposibile                  | Marc Warren            | David Brookwell & Sean McNamara                                   | 6 ianuarie 2006     | 335              | TBA                        |
| 78          | 35          | Cântăreața de Jazz                  | Debbie Allen           | Michael Feldman                                                   | 16 ianuarie 2006    | 331              | TBA                        |

### Sezonul 4 (2006–07)
| # per total | # per sezon | Titlu original                                                                 | Regizat de       | Scris de                                                                         | Difuzarea originală | Cod de producție | Audiențe în SUA (milioane) |
| ----------- | ----------- | ------------------------------------------------------------------------------ | ---------------- | -------------------------------------------------------------------------------- | ------------------- | ---------------- | -------------------------- |
| 79          | 1           | Raven dă de greu                                                               | Rich Correll     | Marc Warren                                                                      | 20 februarie 2006   | 403              | 4.5                        |
| 80          | 2           | Creatoarea de modă                                                             | Rich Correll     | Dennis Rinsler                                                                   | 24 februarie 2006   | 401              | TBA                        |
| 81          | 3           | Ce să faci și să nu faci                                                       | Rich Correll     | Theresa Akana & Stacee Comage                                                    | 3 martie 2006       | 404              | TBA                        |
| 82          | 4           | Un medium morocănos                                                            | Rich Correll     | Josh Lynn & Danny Warren                                                         | 17 martie 2006      | 407              | TBA                        |
| 83          | 5           | Biroul șefei                                                                   | Eric Dean Seaton | Jessica Lopez                                                                    | 24 martie 2006      | 406              | TBA                        |
| 84          | 6           | Redecorarea                                                                    | Rich Correll     | Michael Feldman                                                                  | 31 martie 2006      | 408              | TBA                        |
| 85          | 7           | Transportul în comun                                                           | Eric Dean Seaton | Michael Carrington                                                               | 21 aprilie 2006     | 405              | TBA                        |
| 86          | 8           | Fii pregătită                                                                  | Debbie Allen     | Marc Warren                                                                      | 12 mai 2006         | 413              | TBA                        |
| 87          | 9           | Storcătorul                                                                    | Rich Correll     | Michael Feldman                                                                  | 24 iunie 2006       | 402              | TBA                        |
| 88          | 10          | Surorile                                                                       | Marc Warren      | Michael Feldman                                                                  | 8 iulie 2006        | 412              | TBA                        |
| 89          | 11          | Tehnologia e de vină (Partea întâi din That's So Suite Life of Hannah Montana) | Rich Correll     | Poveste de : Michael Carrington Teleplay de : Edward C. Evans & Al Sonja L. Rice | 28 iulie 2006       | 422              | 7.1                        |
| 90          | 12          | Raven are prea mult stil                                                       | Eric Dean Seaton | Deborah Swisher                                                                  | 5 august 2006       | 410              | TBA                        |
| 91          | 13          | Regina balului                                                                 | Rich Correll     | Michael Carrington                                                               | 12 august 2006      | 415              | TBA                        |
| 92          | 14          | Întâlnirea aranjată                                                            | Eric Dean Seaton | Dennis Rinsler                                                                   | 18 august 2006      | 411              | TBA                        |
| 93          | 15          | O rețetă nebunească                                                            | Rich Correll     | Poveste de : Michael Feldman Teleplay de : Dennis Rinsler & Marc Warren          | 25 august 2006      | 421              | TBA                        |
| 94          | 16          | Doar pentru cunoscători                                                        | Rich Correll     | Theresa Akana & Stacee Comage                                                    | 15 septembrie 2006  | 414              | TBA                        |
| 95          | 17          | Weekend între fete                                                             | Rich Correll     | Al Sonja L. Rice                                                                 | 22 septembrie 2006  | 409              | TBA                        |
| 96          | 18          | O rază de soare                                                                | Eric Dean Seaton | Lanny Horn                                                                       | 6 octombrie 2006    | 418              | TBA                        |
| 97          | 19          | Rochia e mai verde vizavi                                                      | Eric Dean Seaton | Deborah Swisher                                                                  | 25 noiembrie 2006   | 416              | TBA                        |
| 98          | 20          | Noua profesoară                                                                | Rondell Sheridan | Al Sonja L. Rice                                                                 | 15 ianuarie 2007    | 417              | TBA                        |
| 99          | 21          | Aniversarea                                                                    | Eric Dean Seaton | Poveste de : Deborah Swisher Teleplay de : Theresa Akana & Stacee Comage         | 2 martie 2007       | 420              | TBA                        |
| 100         | 22          | Nu iese fum fără foc                                                           | Eric Dean Seaton | Edward C. Evans                                                                  | 10 noiembrie 2007   | 419              | 5.5                        |

## Linkuri externe
- Lista episoadelor din That's So Raven[nefuncțională]
 pe TV.com

- Lista episoadelor din That's So Raven pe Internet Movie Database